# The Vivienne

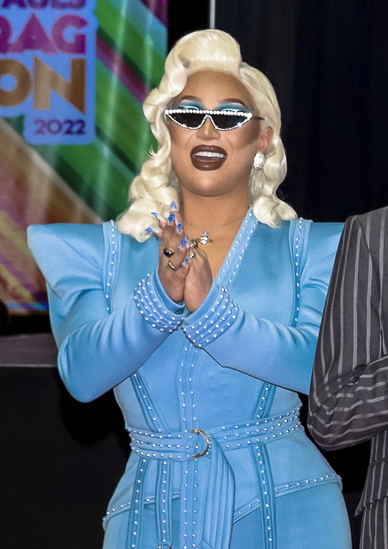
The Vivienne bei der LA DragCon (2022)

The Vivienne (* 12. April 1992 in Colwyn Bay, Wales; † 5. Januar 2025 in Chorlton-by-Backford, Cheshire; bürgerlich James Lee Williams) war eine britische Dragqueen, Sängerin und Musicaldarstellerin. Sie gewann 2019 die erste Staffel von RuPaul’s Drag Race UK. Zudem trat sie 2022 bei der siebten Staffel von RuPaul’s Drag Race All Stars an und war die erste Dragqueen bei Dancing on Ice.

## Leben
Williams hatte walisische und Roma-Wurzeln, wuchs in Nordwales auf und ging von 2003 bis 2008 zur Rydal Penrhos School. Im Alter von 16 Jahren zog Williams nach Liverpool, um als Make-up-Artist zu arbeiten und als DJ in Clubs der LGBT-Szene aufzulegen. Nach ihrem Sieg bei RuPaul’s Drag Race UK zog Williams zeitweise nach Gran Canaria und trat dort regelmäßig in der Bar Sparkles auf. Auf Gran Canaria lernte Williams den Perücken-Unternehmer David Ludford kennen. Von 2019 bis 2023 waren die beiden verheiratet.
Williams verwendete im Englischen die geschlechtsneutralen Pronomen they/them.
Im Januar 2025 starb Williams im Alter von 32 Jahren an einem Herzstillstand infolge von Ketaminmissbrauch.

## Karriere

### Drag-Karriere
Der Dragname The Vivienne ist eine Hommage an Vivienne Westwood, deren Mode sie gerne trug. Ihren ersten Auftritt als Dragqueen hatte sie 2006 oder 2007 in einer Bar in Liverpool. Kurz darauf konnte sie mit Drag-Auftritten in verschiedenen Bars wie Superstar Boudoir ihren Lebensunterhalt bestreiten.

#### RuPaul’s Drag Race
Im Jahr 2015 nahm The Vivienne an einem eintägigen Wettbewerb im Café de Paris teil, bei dem RuPaul, Katie Price und Jonathan Ross als Juroren fungierten. Durch ihre gute Platzierung wurde sie Botschafterin für RuPaul’s Drag Race und erhielt einen Cameo-Auftritt bei der achten Staffel.
Im Jahr 2019 nahm sie bei der ersten Staffel von RuPaul’s Drag Race UK teil. Sie gewann drei der sieben Challenges genannten Hauptaufgaben, darunter das Snatch Game, wo sie Donald Trump verkörperte. Im Finale gewann sie im Lipsync gegen Divina de Campo und wurde somit die erste Gewinnerin von RuPaul’s Drag Race UK.
2022 kehrte sie zur RuPaul’s Drag Race All Stars Staffel 7 zurück. Sie erreichte einen geteilten 5. bis 8. Platz und gewann drei Challenges.

#### Weitere Auftritte
Im Frühjahr 2023 nahm The Vivienne an der Seite von Eiskunstläufer Colin Grafton an der 15. Staffel von Dancing on Ice UK teil. Damit war sie die erste Dragqueen, die teilnahm. Zusammen erreichten sie den dritten Platz.

### Theater
Auf der Theaterbühne übernahm The Vivienne 2023/2024 die Rolle der bösen Hexe des Westens in der Musicalproduktion von Der Zauberer von Oz. Sie tourte mit dem Stück durch Großbritannien und Irland. Unter anderem wurde das Stück am Londoner West End im Gillian Lynne Theatre aufgeführt. Die Musical-Produktion wurde auf The Vivienne aufmerksam, da diese zu dem Lied Over the Rainbow bei Dancing on Ice tanzte.
Nach dem Zauberer von Oz wurde The Vivienne für das Musical Chitty Chitty Bang Bang engagiert. Sie übernahm von Anfang Oktober bis Ende Dezember 2024 die Rolle des Kinderfängers. Das Musical tourte zu der Zeit durch das Vereinigte Königreich.

## Filmografie
| Jahr | Titel                          | Rolle                           | Notiz                                   |
| ---- | ------------------------------ | ------------------------------- | --------------------------------------- |
| 2016 | RuPaul’s Drag Race             | The Vivienne                    | 8. Staffel, Folge 4 (Cameo-Auftritt)    |
| 2016 | Absolutely Fabulous: The Movie | Dragqueen                       |                                         |
| 2017 | Just Tattoo of Us              | The Vivienne                    |                                         |
| 2019 | RuPaul’s Drag Race UK          | The Vivienne                    | Teilnehmerin (Gewinnerin)               |
| 2019 | The Big Fat Quiz of the Year   | The Vivienne                    |                                         |
| 2020 | RuPaul’s Drag Race             | Donald Trump                    | Staffel 12, Folge 1 (Gast-Auftritt)     |
| 2020 | Celebrity Juice                | The Vivenne                     | Gast, 2 Folgen                          |
| 2020 | The Great British Sewing Bee   | The Vivenne                     | Teilnehmerin beim Weihnachts-Special    |
| 2021 | RuPaul’s Drag Race UK          | The Vivenne                     | Staffel 2 (Gast-Auftritt)               |
| 2021 | Emmerdale                      | The Vivenne                     | Gast                                    |
| 2021 | CelebAbility                   | The Vivenne                     | Teilnehmerin                            |
| 2021 | The Weakest Link               | The Vivenne                     | Teilnehmerin beim Neujahrs-Special      |
| 2022 | Celebrity Hunted               | The Vivienne/James Lee Williams | Teilnehmerin der 4. Staffel             |
| 2022 | This Is Going to Hurt          | Dragqueen                       | Folge 4                                 |
| 2022 | Celebrity Mastermind           | The Vivienne                    | Teilnehmerin der 20. Staffel, Folge 5   |
| 2022 | RuPaul’s Drag Race All Stars   | The Vivienne                    | Teilnehmerin der 7. Staffel             |
| 2022 | The View                       | The Vivienne                    | Gast                                    |
| 2022 | Celebrity Karaoke Club         | The Vivienne                    | Gast, Staffel 3                         |
| 2022 | RuPaul’s Drag Race UK          | The Vivienne                    | Gast, Staffel 4                         |
| 2023 | That’s My Jam                  | The Vivienne                    | Teilnehmerin                            |
| 2023 | Dancing on Ice                 | The Vivienne                    | Teilnehmerin, Staffel 15                |
| 2023 | The Chase: Celebrity Special   | The Vivienne                    | Teilnehmerin                            |
| 2023 | The British Soap Awards        | The Vivienne                    | Laudatio für den Preis Szene des Jahres |
| 2023 | This Morning                   | The Vivienne                    | Gast                                    |
| 2023 | Blankety Blank                 | The Vivienne                    | Gast                                    |

## Diskografie
| Jahr | Titel                                                                 | Album          |
| ---- | --------------------------------------------------------------------- | -------------- |
| 2020 | Tonight                                                               | Bitch on Heels |
| 2020 | You Spin Me Round (Remix mit Initial Talk)                            | Bitch on Heels |
| 2021 | Bitch on Heels                                                        | Bitch on Heels |
| 2021 | Jingle Bell Rock (Remix mit Tia Kofi und Slim Tim)                    | —              |
| 2022 | We Werk Together (mit Ant & Dec, Lawrence Chaney und Krystal Versace) | —              |